# نيل مونرو
نيل مونرو (بالإنجليزية: Neil Munro)‏ هو ممثل بريطاني وكندا، ولد في 1947 في المملكة المتحدة، وتوفي في 13 يوليو 2009 في كندا.

## وصلات خارجية
- نيل مونرو على موقع IMDb (الإنجليزية)
- نيل مونرو على موقع ألو سيني (الفرنسية)
- نيل مونرو على موقع أول موفي (الإنجليزية)
- نيل مونرو على موقع قاعدة بيانات الأفلام السويدية (السويدية)
- نيل مونرو على موقع قاعدة بيانات الفيلم (الإنجليزية)
- نيل مونرو على موقع كينوبويسك (الروسية)